# Eren Albayrak
Eren Albayrak (Isztambul, 1991. április 23. –) török válogatott labdarúgó.

## Klub
A labdarúgást a Bursaspor csapatában kezdte. Később játszott még a Çaykur Rizespor, az İstanbul Başakşehir FK és a Konyaspor csapatában.

## Nemzeti válogatott
2015-ben debütált a török válogatottban.

## Statisztika
| Török válogatott | Török válogatott | Török válogatott |
| Időszak          | Mérk.            | gól              |
| ---------------- | ---------------- | ---------------- |
| 2015             | 1                | 0                |
| Összesen         | 1                | 0                |